# アルフィン・トゥアサラモニー
アルフィン・トゥアサラモニー（Alfin Tuasalamony, 1992年11月13日 - ）は、インドネシアのサッカー選手。マルク州出身。ポジションはディフェンダー。
2011年、イェリコ・クリスチャントコ、ヤンディ・ムナワルとともにベルギー二部リーグのCSヴィゼへと移籍した。

## 所属クラブ
- インドネシアSADチーム　?-2011
- CSヴィゼ　2011-2013
- プルセバヤ・スラバヤ 2013-2014
- プルシジャ・ジャカルタ 2015
- バヤンカラFC 2016-2017
- スリウィジャヤFC 2017-